# Châtelneuf (Loire)
Châtelneuf ist eine französische Gemeinde mit 354 Einwohnern (Stand 1. Januar 2022) im Département Loire in der Region Auvergne-Rhône-Alpes (vor 2016 Rhône-Alpes). Sie gehört  zum Arrondissement Montbrison und zum Kanton Boën-sur-Lignon. Die Bewohner werden Castelneuviens und Castelneuviennes genannt.

## Geografie
Châtelneuf liegt etwa 38 Kilometer nordwestlich von Saint-Étienne im Forez im Zentralmassiv. An der nördlichen Gemeindegrenze verläuft das Flüsschen Ruillat. Umgeben wird Châtelneuf von den Nachbargemeinden Saint-Bonnet-le-Courreau im Norden und Westen, Pralong im Norden und Nordosten, Champdieu im Osten, Essertines-en-Châtelneuf im Süden sowie Roche-en-Forez im Südwesten.

## Bevölkerungsentwicklung
| Jahr                       | 1962 | 1968 | 1975 | 1982 | 1990 | 1999 | 2006 | 2017 |
| -------------------------- | ---- | ---- | ---- | ---- | ---- | ---- | ---- | ---- |
| Einwohner                  | 220  | 209  | 195  | 209  | 240  | 259  | 312  | 335  |
| Quellen: Cassini und INSEE |      |      |      |      |      |      |      |      |

## Sehenswürdigkeiten
- Kirche
- Kapelle Saint-Gilles in Fraisse aus dem 16. Jahrhundert, Vorhalle und Sakristei seit 1925 als Monument historique eingeschrieben, restliche Teile der Kirche seit 1931 klassifiziert
- Reste der Burg

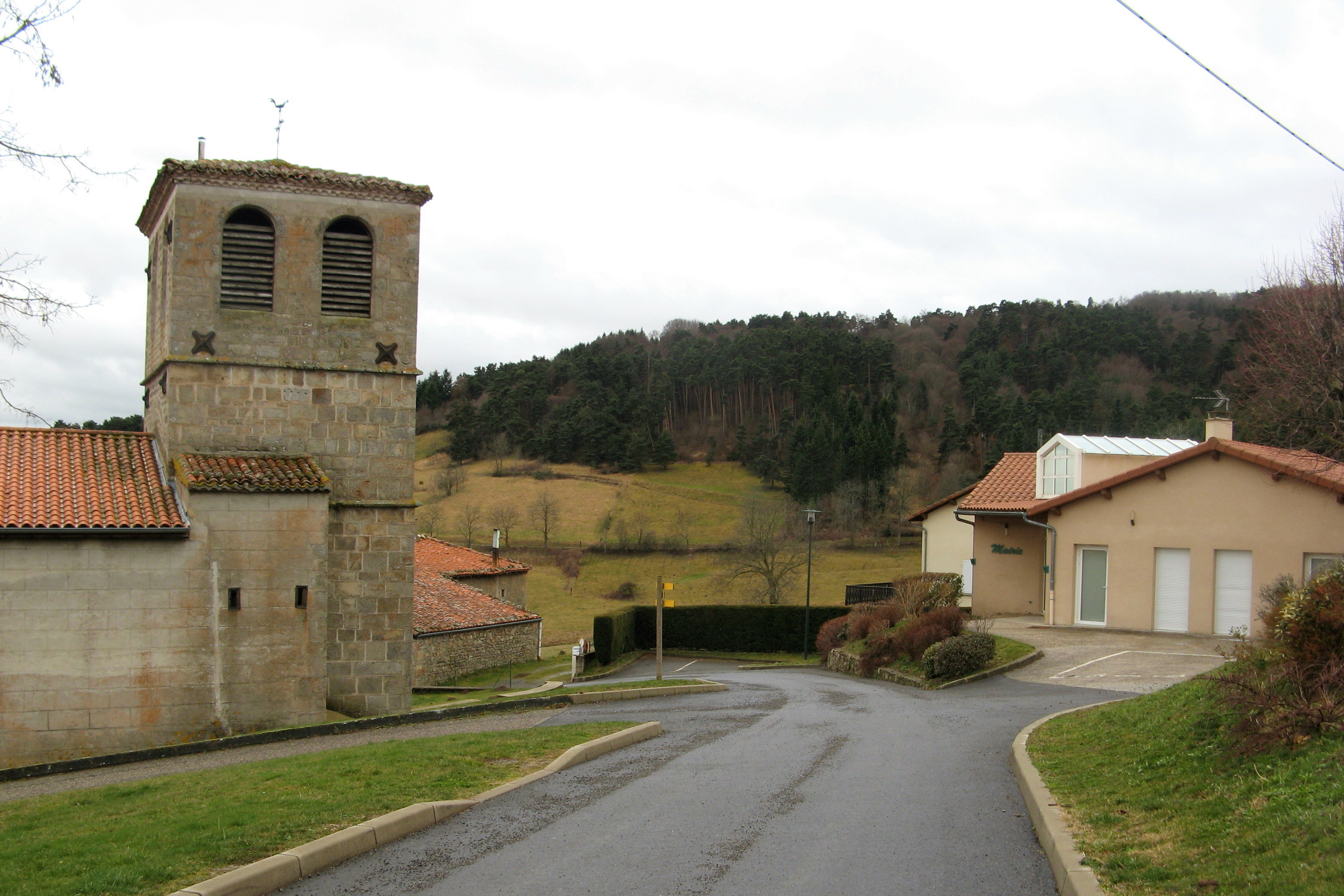
Kirche und Rathaus
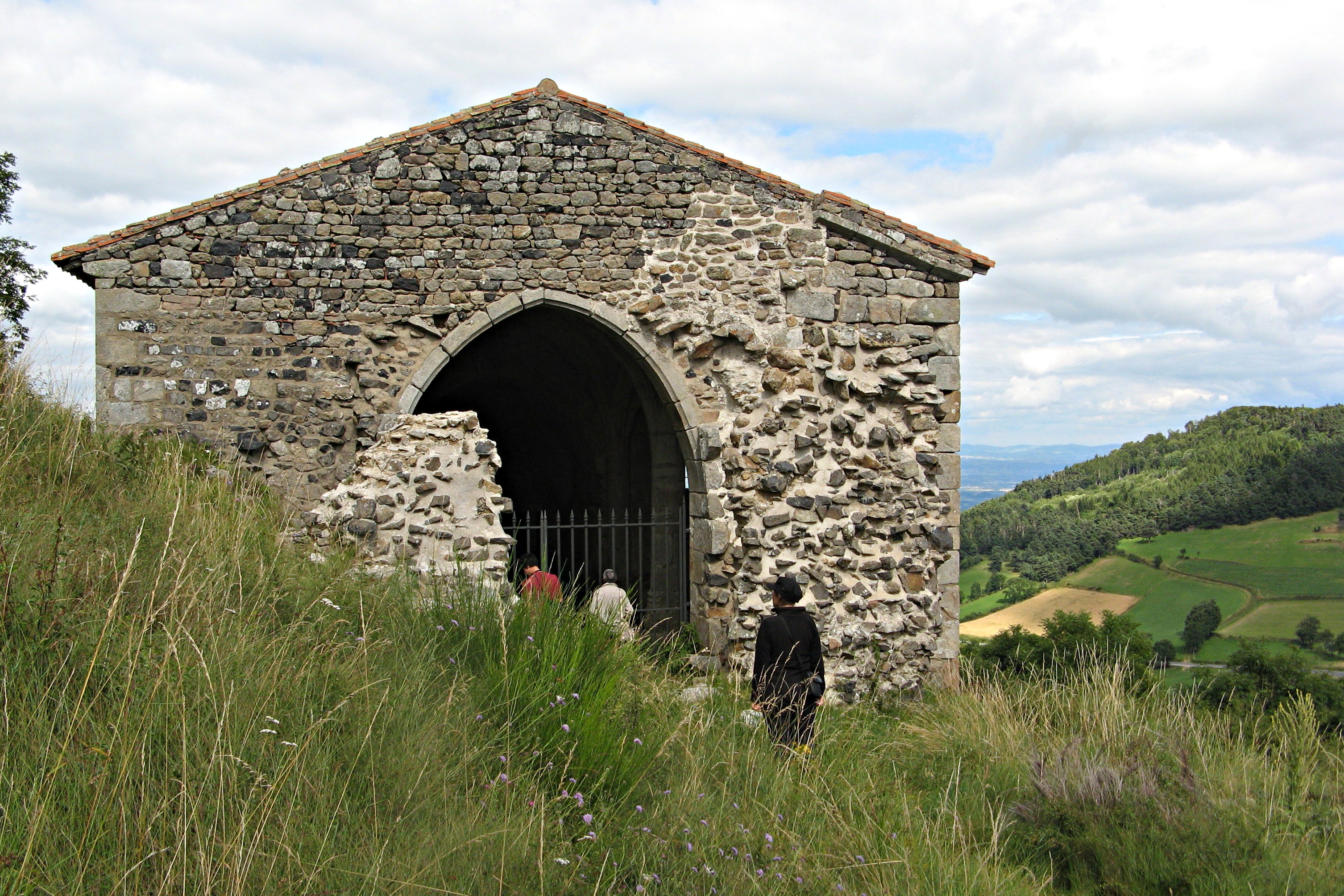
Kapelle in Fraisse